# 가호 (전한)
가호(賈護, ? ~ ?)는 전한 말기의 유학자로, 자는 계군(季君)이며 위군 여양현(黎陽縣) 사람이다.

## 생애
호상의 밑에서 수학하였다. 애제 때 대조(待詔)가 되고 낭(郞)을 지냈고, 진흠에게 학문을 전수하였다.

## 출전
- 반고, 《한서》 권88 유림전